# Thüngbach

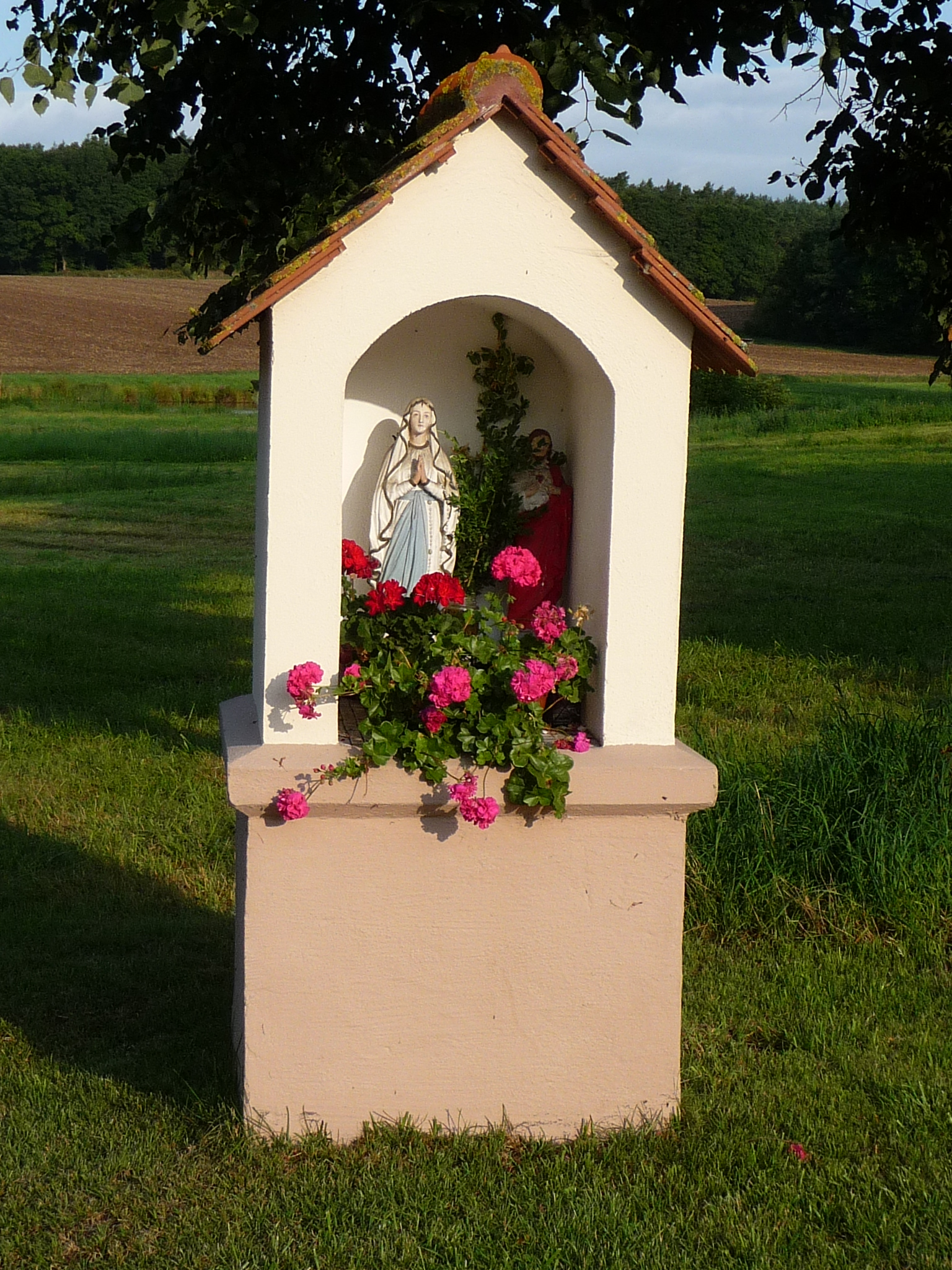
Marterl

Thüngbach ist ein Gemeindeteil der Stadt Schlüsselfeld im Landkreis Bamberg (Oberfranken, Bayern). Thüngbach liegt in der Gemarkung Schlüsselfeld.

## Geografie
Das Dorf liegt am Rande des Mittleren Steigerwaldes. Im Norden grenzen bewaldete Anhöhen an, im Süden fällt die aus Acker- und Grünland bestehende Gegend flach ab. Durch den Ort fließt der Thüngbach, ein linker Zufluss der Reichen Ebrach. Die Staatsstraße 2262 verläuft nach Schlüsselfeld (2,3 km südwestlich) bzw. über Obermelsendorf (1,3 km nordöstlich). Nördlich von Thüngbach zweigt von der St 2262 die Kreisstraße BA 50 nach Eckersbach ab (1,4 km südöstlich).

## Geschichte
Der Ort wurde 1421 als „Tunpach“ erstmals urkundlich erwähnt. Lehnsherr war das Hochstift Würzburg. Das Hochgericht übte das würzburgische Centamt Schlüsselfeld aus. Lehensträger waren die Nürnberger Patrizier von der Till. 1715 verkaufte Gabriel Sigmund von Till alle Rechte im Ort an das Hochstift. 1802 gab es im Ort elf Untertansfamilien.
Im Rahmen des Gemeindeedikts wurde Thüngbach dem 1811 gebildeten Steuerdistrikt Schlüsselfeld und der 1813 gebildeten Ruralgemeinde Schlüsselfeld zugewiesen.

### Einwohnerentwicklung
| Jahr      | 001819 | 001861 | 001871 | 001885 | 001900 | 001925 | 001950 | 001961 | 001970 | 001987 | 002019 | 002022 |
| Einwohner | 64     | 70     | 77     | 76     | 72     | 73     | 89     | 57     | 55     | 58     | 34     | 28     |
| Häuser    |        |        |        | 12     | 14     | 11     | 13     | 11     |        | 12     |        |        |
| Quelle    | [ 9 ]  | [ 10 ] | [ 11 ] | [ 12 ] | [ 13 ] | [ 14 ] | [ 15 ] | [ 16 ] | [ 17 ] | [ 18 ] |        | [ 1 ]  |

## Religion
Der Ort ist römisch-katholisch geprägt und nach St. Johannes der Täufer (Schlüsselfeld) gepfarrt. Die Einwohner evangelisch-lutherischer Konfession sind nach St. Ägidius (Burghaslach) gepfarrt.